# Briefmarkenproblem

13 ist die kleinste Summe, die nicht auf einen Umschlag passt, auf dem nur drei Briefmarken mit den möglichen Werten 1, 2, 5 und 20 Platz haben

Das Briefmarkenproblem ist ein Problem der Kombinatorik und additiven Zahlentheorie. Seien {\displaystyle k} Briefmarken mit Werten {\displaystyle a_{i}} gegeben. Dann wird nach der kleinsten Zahl gefragt, die nicht als Summe von höchstens {\displaystyle h} Briefmarken aus dieser Menge dargestellt werden kann (da nur {\displaystyle h} Marken auf den Briefumschlag passen). Dabei können die Briefmarken auch mehrfach verwendet werden. Das Problem ist im Allgemeinen offen.
Damit verwandt ist das Münzproblem (Frobenius-Problem). Dort gibt es allerdings keine Beschränkung durch {\displaystyle h}.
Das Problem geht mindestens bis auf Hans Rohrbach (1937) zurück.

## Formulierung
Gegeben sind eine Menge positiver ganzer Zahlen {\displaystyle A_{k}=\{a_{1},\cdots ,a_{k}\}}, {\displaystyle a_{1}=1<a_{2}<a_{3}<\cdots <a_{k}}. Gesucht wird die kleinste Zahl {\displaystyle N_{h}(A_{k})}, die sich nicht als Summe {\displaystyle \sum _{j=1}^{k}x_{j}\,a_{j}} darstellen lässt mit {\displaystyle \sum _{j=1}^{k}x_{j}\leq h} und {\displaystyle x_{j}\in \mathbb {N} _{0}} für {\displaystyle 1\leq j\leq k}.
Die größte Zahl, für die sich alle Vorgänger und sie selbst als eine solche Summe darstellen lassen, heißt {\displaystyle h}-Reichweite {\displaystyle n_{h}(A_{k})} von {\displaystyle A_{k}} Es gilt: {\displaystyle n_{h}(A_{k})=N_{h}(A_{k})-1}.
Das Problem wird auch so gestellt, dass {\displaystyle h} und {\displaystyle k} gegeben werden, und die Menge {\displaystyle A_{k}} gesucht wird, die die Reichweite {\displaystyle n_{h}(k)=n(h,k)} maximiert. Diese Mengen werden {\displaystyle (h,k)}-optimale Mengen oder auch extremale Basen genannt. In dieser Form ist es eine globale Version des Problems, die lokale Version besteht darin die Reichweite für vorgegebene Mengen {\displaystyle A_{k}} zu bestimmen.
Zum Beispiel ist für maximal drei Briefmarken ({\displaystyle h=3}) mit Briefmarken-Werten aus {\displaystyle A_{4}=(a_{1}=1,a_{2}=2,a_{3}=5,a_{4}=20)} jeder Wert bis {\displaystyle n_{3}(A_{4})=12} darstellbar (Reichweite {\displaystyle 12}). Ein Wert von {\displaystyle N_{3}(A_{4})=13} ist nicht mehr mit drei Briefmarken aus dieser Menge darstellbar, man benötigt mindestens vier. Andererseits ist das keine optimale Menge, denn {\displaystyle n(3,4)=23}. Optimale Mengen für diese Kombination von {\displaystyle h} und {\displaystyle k} sind {\displaystyle \{1,3,6,10\}}, {\displaystyle \{1,4,6,15\}} und {\displaystyle \{1,4,7,9\}}.
Dabei wird stets 1 als Element von {\displaystyle A_{k}} angenommen, sonst wäre die Reichweite Null. {\displaystyle A_{k}} heißt bei vorgegebenem {\displaystyle h} auch additive Basis der Ordnung {\displaystyle h} oder {\displaystyle h}-Basis.

## Ergebnisse
Aus elementaren Überlegungen der Kombinatorik folgt {\displaystyle n(h,k)<{\binom {h+k}{k}}} (rechts steht der Binomialkoeffizient).
Exakte Lösungsformeln sind für {\displaystyle k=2,3} bekannt.
Für {\displaystyle k=2} sei {\displaystyle A_{2}=(1,a)}
Dann ist {\displaystyle n_{h}(A_{2})=(h+3-a)\,a-2} für {\displaystyle h\geq a-2}.
Außerdem ist (A. Stöhr 1955, A. Henrici 1965, R. G. Stanton u. a. 1974)
{\displaystyle n(h,2)=\left\lfloor {\frac {h^{2}+6h+1}{4}}\right\rfloor }
Mit {\displaystyle \left\lfloor x\right\rfloor } der größten ganzen Zahl kleiner gleich {\displaystyle x}. Die zugehörige {\displaystyle (h,2)}-optimale Menge ist {\displaystyle A_{2}=\left(1,\left\lfloor {\frac {h+3}{2}}\right\rfloor \right)}.
Für  {\displaystyle k=3} und {\displaystyle n_{h}(A_{3})=n(h,3)}:
{\displaystyle {\frac {4}{81}}h^{3}+{\frac {2}{3}}h^{2}+{\frac {66}{27}}h\leq n_{h}(A_{3})\leq {\frac {4}{81}}h^{3}+{\frac {2}{3}}h^{2}+{\frac {71}{27}}h-{\frac {1}{81}}}
für {\displaystyle h\geq 34} (Gerd Hofmeister). Die Gleichheit in der unteren Schranke ist für {\displaystyle h=0\mod 9} erfüllt. Hofmeister löste damit das globale Problem für {\displaystyle k=3}. Das lokale Problem (Bestimmung von {\displaystyle n_{h}(A_{3})}) wurde von Øystein J. Rødseth angegangen, der eine allgemeine Methode basierend auf einem Kettenbruch-Algorithmus entwickelte. Ernst Sejersted Selmer gab darauf aufbauend asymptotische Formeln, die die meisten Fälle {\displaystyle A_{3}} abdeckten.
S. Mossige zeigte für {\displaystyle k=4}, dass asymptotisch
{\displaystyle n(h,4)\geq 2{,}008\left({\frac {h}{4}}\right)^{4}+{\mathcal {O}}(h^{3})}
Wobei rechts ein Landau-Symbol verwendet wurde. Mit Kirfel zeigte er auch, dass die Abschätzung bestmöglich ist. Kirfel zeigte, dass der Grenzwert {\displaystyle c_{k}=\lim _{h\to \infty }{\frac {n(h,k)}{{({\frac {h}{k}})}^{k}}}} für alle {\displaystyle k\geq 1} existiert. Er gab auch den Wert von {\displaystyle c_{5}} an.
Asymptotische Grenzen für festes {\displaystyle h} und große {\displaystyle k} fand Hans Rohrbach 1937:
{\displaystyle \left({\frac {k}{h}}\right)^{h}\leq n(h,k)\leq {\frac {k^{h}}{h!}}+{\mathcal {O}}(k^{h-1})}
Dabei gilt die untere Schranke allgemein und es gilt auch {\displaystyle \left({\frac {h}{k}}\right)^{k}\leq n(h,k)}. Die beste untere Schranke für große {\displaystyle k} und feste {\displaystyle h} stammt von Hofmeister unter Verwendung von Ergebnissen von R. Windecker. Die beste obere Schranke für festes k stammt von Rødseth:
{\displaystyle n(h,k)\leq {\frac {{(k-1)}^{k-2}}{(k-2)!}}\left({\frac {h}{k}}\right)^{k}+{\mathcal {O}}(h^{k-1})}
Speziell für {\displaystyle h=2} fand Rohrbach:
{\displaystyle d_{1}\left({\frac {k}{2}}\right)^{2}+{\mathcal {O}}(k)\leq n(2,k)\leq d_{2}{\frac {k^{2}}{2}}+{\mathcal {O}}(k)}
mit {\displaystyle d_{1}=1,d_{2}=1{,}9968}. A. Mrose verbesserte auf {\displaystyle d_{1}={\frac {8}{7}}} und W. Klotz auf {\displaystyle d_{2}=1{,}9208}.
Richard Guy vermutete, dass für große {\displaystyle h} die {\displaystyle n(h,k)} durch eine endliche Anzahl von Polynomen in {\displaystyle h} vom Grad {\displaystyle k} gegeben sind.

## Sonstiges
Für variable {\displaystyle h} ist das Problem NP-schwer. Bei festem {\displaystyle h} ist es dagegen in polynomialer Zeit lösbar.
Anwendungen fand das Problem zum Beispiel bei der optimalen Zuteilung von Index-Registern bei Computern oder optimalen Verkabelungsmustern in assoziativen Cache-Speichern.